# Reichsbrücke
Reichsbrücke („Říšský most“) je jeden z nejznámějších mostů ve Vídni. Spojuje Mexikoplatz v Leopoldstadtu s ostrovem Donauinsel v Donaustadtu na opačné straně Dunaje. Nachází se na důležité trase vedoucí z centra města přes Praterstern do Kagranu. Most je rozdělen na dvě patra, na vrchním je umístěna šestiproudová silnice (denně projede padesát tisíc vozidel), ve spodním pak po stranách cesty pro pěší a cyklisty a uprostřed metro. Současný most byl postaven mezi roky 1978 až 1980 po pádu předchozího mostu.